# Славија
| трг · Славија                | трг · Славија                                      |
| ---------------------------- | -------------------------------------------------- |
|                              |                                                    |
| Општина                      | Врачар                                             |
| Почетак                      | Немањина ул. Ул. краља Милана Београдска ул.       |
| Крај                         | Макензијева ул. Ул. светог Саве Булевар ослобођења |
| Дужина                       | 130 m                                              |
| Ширина                       | 110 m                                              |
| Створена                     | крајем 19. века                                    |
| Названа                      | 1997.                                              |
| Стари називи                 | Трг Димитрија Туцовића                             |
|                              |                                                    |
| Поглед ка Улици краља Милана |                                                    |

Трг Славија обухвата простор између улица Краља Милана, Београдске, Макензијеве, Светосавске, Булевара ослобођења, Делиградске и Немањине.

## Назив
Трг Славија је добио име по старом хотелу Славија, а у самом хотелу је на првом спрату била скулптура богиње Славије, симбола свих Словена. На простору код Славије и у непосредној близини су биле Сала мира и део града под новим називом Савинац , али то вероватно нема везе са самим називом трга Славија.

## Локација
Трг се налази мање од 1,5 km јужно од Теразија (средишта града), а надморска му је висина 177 метара. Простор који покрива дуг је 130 м, а широк 110 м. Већи део припада градској општини Врачар, док мањи део припада другој општини, Савском Венцу.

## Историја

### Раздобље пре Другог светског рата
Све до 1880-их година подручје данашњег трга била је велика бара на источном рубу града, где су Београђани ловили дивље патке. Обликовање тог простора у трг започео је добро познати шкотски предузетник Франсис Макензи, купивши велик комад земље изнад данашњег трга који је касније поделио на мање парцеле намењене за даљу продају (тај део касније је назван Енглезовац). Убрзо након тога онде је изградио и сопствену кућу, која је 1910. године претворена у Социјалистички народни дом, стециште радничког покрета. Друге, мање зграде које су се ту налазиле, биле су познате кафане „Три сељака“ и „Рудничанин“, које су срушене пре и за време Другог светског рата. 
Између два светска рата на Славији скоро ништа није грађено. У новембру 1940. почела је градња Митићевог магазина, зграде предвиђене висине 60 метара, која би била највиша у граду. Тада је предвиђена и градња београдске опере на тргу, као и других највећих и најзначајнијих грађевина. Темељи су ископани, али је рат спречио градњу - остала је тзв. Митићева рупа.
Током 1942. године у периоду немачке окупације изграђен је кружни ток на Славији и регулисан одвод отпадних вода до реке Саве, где се и сада излива колектор.

### Након Другог светског рата
Године 1947. трг мења име из „Славија“ те добија службено име „Трг Димитрија Туцовића“, по истакнутом српском социјалисти који је живео и радио на прелазу из 19. у 20. век. У његову част постављено је и бронзано попрсје, рад Стевана Боднарова. Године 1962. отворен је хотел Славија, који је проширен и модернизован 1989. те данас поседује четири звездице. Дана 24. марта 1989. на овом тргу отворен је први Мекдоналдс ресторан на подручју источне Европе. Почетком 2000-их година тргу је поновно службено враћено име „Славија“.

## Саобраћајна важност
Славија је једна од најпрометнијих локација у Београду. То је једно од ретких места у граду на којем прометују све три врсте јавног превоза: трамваји, тролејбуси и градски аутобуси, тако да су прометне гужве учестала појава. Друмски кружни ток промета грана се у седам улица које настављају према другим деловима града. Ту се окрећу линије 19, 21 и 22. Такође преко Славије пролазе линије: 22А, 29, 31, 33, 36, 42, 47, 48, 59, 78, 83, 401, 402, Е1, Е9 и А1.

## Архитектура
Због узастопних грађевинских преинака и промена које се изводе, Славија је постала синоним за ружно и архитектонски девастирано подручје. Позната је и београдска урбана легенда о „проклетству Митићеве рупе“, што је назив за низ неуспелих пројеката градње модерне робне куће на Славији, а име носи по Влади Митићу, који је неуспешно започео споменути пројекат још пре Другог светског рата. Иако су касније постојала бројна решења, пројекат чак ни данас није реализован.